# 阮玉淑姿
春和公主阮玉淑姿（越南语：／；1833年8月5日—1879年3月15日），初名阮玉安淑（越南语：／），嗣德十四年（1861年）避孝昭皇后段氏安諱改今名，越南阮朝明命帝第四十三女，生母惠嬪陳氏勳。

## 生平
明命十四年六月二十日（1833年8月5日），阮玉淑姿在順化皇城出生。嗣德四年（1851年），淑姿19歲，下嫁協辦大學士阮登洵之子阮登棟。嗣德二十二年（1869年），嗣德帝封淑姿為春和公主。次年（1870年），公主被吳氏吉誆騙，與他人私通，事發後被削去公主位號。嗣德二十八年（1875年），開復公主位號。嗣德三十二年二月二十三日（1879年3月15日），淑姿去世，享年四十六歲，諡美淑。
春和公主育有四子二女。